# Gates of Dalhalla
Gates of Dalhalla (engl. für: „Pforten von Dalhalla“) ist das zweite Livealbum der schwedischen Power-Metal-Band Hammerfall. Es erschien am 30. November 2012 über Nuclear Blast zeitgleich als DVD mit Doppel-CD sowie auch Blu-ray/Doppel-CD-Kombination.

## Hintergrund
Anlässlich des 15-jährigen Jubiläums ihres Debütalbums Glory to the Brave spielte die Band am 28. Juli 2012 ein Konzert in der historischen Freilichtbühne Dalhalla, die in der Nähe der mittelschwedischen Stadt Rättvik befindet. Mit einer Spielzeit von zwei Stunden und 15 Minuten hatten die Musiker den längsten Auftritt der Bandgeschichte gespielt. Für das Konzert lud die Band zahlreiche Gastmusiker ein, darunter mit Stefan Elmgren, Mikael Stanne und Jesper Strömblad, drei ehemalige Bandmitglieder.
Das Lied När Vindarna Viskar Mitt Namn spielt die Band zusammen mit dem schwedischen Sänger Roger Pontare, der mit diesem Titel im Jahre 2000 Schweden beim Eurovision Song Contest vertrat. Bei den Liedern Oh Fortuna, Glory to the Brave und One More Time tritt das „Team Cans“ auf. Hierbei handelt es sich um einen vom Hammerfall-Sänger Joacim Cans betreuten Chor, der die schwedische Musikshow Körslaget gewann. Bei dem abschließenden Lied Hearts on Fire treten schließlich alle Gastmusiker auf. Aufgenommen wurde das Konzert von Patric Ullaeus.

## Titelliste
| 1. Patient Zero 2. Heeding the Call 3. Any Means Necessary 4. B.Y.H. 5. Riders of the Storm 6. Let’s Get it On 7. Crimson Thunder 8. Renegade 9. Blood Bound | 1. Last Man Standing 2. Fury of the Wild 3. Drum Solo 4. Always Will Be 5. Dia de los Muertos 6. Steel Meets Steel 7. Threshold 8. The Dragon Lies Bleeding 9. Let the Hammer Fall | 1. När Vindarna Viskar Mitt Namn 2. Something for the Ages 3. The Templar Flame 4. Oh Fortuna 5. Glory to the Brave 6. One More Time 7. Hammerfall 8. Hearts on Fire |

## Rezeption
Für Thomas Meyns vom Onlinemagazin Metalnews.de bietet Gates of Dalhalla eine „umfassende Werkschau, die die Stärken der Truppe im Bühnenbetrieb eindrucksvoll dokumentiert“. Meyns vergab 5,5 von sieben Punkten. Siegfried Samer vom österreichischen Onlinemagazin Stormbringer bezeichnete Gates of Dalhalla als „unverzichtbaren Pflichtkauf für Fans“ und als „einen wunderbaren Einstieg in das Schaffen einer der wichtigsten Bands des Genres für Genre-Neulinge“. Anzo Sadoni vom deutschen Magazin Metal Hammer bemängelte die fehlende Live-Atmosphäre während des Konzerts und führte dies auf die ca. 15 Meter Distanz zwischen der Bühne und dem Publikum zurück. Da die beiden Live-CDs ihm „ein stetiger Begleiter sein werden“ vergab Sadoni fünf von sieben Punkten.